# ウォッチガード・テクノロジー
ウォッチガード・テクノロジー (WatchGuard Technologies, Inc.) は、統合セキュリティアプライアンスを主としたネットワーク・セキュリティ装置を開発・販売しているベンダーである。
1996年、米国ワシントン州シアトルにて創業。CEOはPrakash Panjwaniが務める。製品はグローバルに利用されており、世界120か国以上で総出荷台数は120万台以上を数える。
日本法人は、東京都港区にあるウォッチガード・テクノロジー・ジャパン株式会社。

## 概要
創業以来、同社製品はアプリケーション・プロキシー型統合セキュリティ・アプライアンスとして知られている。製品カラーは赤で統一されているため、日本国内では「赤箱」と呼ばれていたこともある。
従来より、次世代統合セキュリティアプライアンスとしてFireboxシリーズを展開してきたが、近年ではネットワークからエンドポイントまで脅威情報をクラウドの共有基盤にて相関分析し、インシデントレスポンスの自動化を実現する新製品を発表するなど、トータルセキュリティプラットフォームベンダへと変貌してきている。セキュリティソリューション、クラウド管理型セキュア無線LANソリューション、ネットワークソリューション、可視化ソリューションなどを展開している。

## 沿革
- 1996年（平成8年）- 業界初のセキュリティアプライアンスを提供
- 2002年（平成14年）- 日本法人を設立
- 2003年（平成15年）- 業界初、1台のアプライアンスにFW、IPS、AV機能を統合
- 2011年（平成23年）- クラウドベースのセキュリティ機能（RED）、アプリケーション制御（NGFW）を実装
- 2013年（平成25年）- 可視化ツールDimensionを発表。無線LANアクセスポイントの提供
- 2014年（平成26年）- 次世代型Fireboxシリーズを提供開始。標的型攻撃対策APT Blockerを提供開始
- 2016年（平成28年）- クラウド管理型セキュア無線LAN WatchGuard Wi-Fi Cloudを提供開始
- 2017年（平成29年）- 脅威検知・自動レスポンス機能Threat Detection & Response（TDR）を発表

## 強み
ウォッチガードのUTM（統合脅威管理）、NGFW（次世代ファイアウォール）製品群は、ベストオブブリードの最先端の技術が1台のハードウェアに統合されている。上位製品の拡充により、SOHO、中小規模、中堅規模、大規模等のあらゆる規模の組織に対して、それぞれ適正なアプライアンスを選択可能。また、近年ではネットワークとエンドポイントからの脅威情報を相関分析し、脅威情報をスコアリング、さらにエンドポイントまで含めた脅威の早期検知と自動インシデントレスポンスを可能とする新機能を提供可能となり、総合セキュリティプラットフォームベンダへと変貌している。これらの新機能は総合セキュリティパッケージであるTotal Security Suiteにて利用が可能である。また、トータルで優れたコストパフォーマンスを発揮すると同時に、グラフィカルなレポート機能で、複雑なセキュリティ管理を「可視化」出来るなど、導入や運用・管理がシンプルで、手間がかからず専門的な知識も不要。
高速性の点で他社優位性を持っており、各セキュリティ機能を有効にしつつ、高いスループットを実現出来る。未知の脅威からネットワークを守る標的型攻撃対策にも対応している。また、仮想環境や無線LAN環境にも対応しており、包括性かつ柔軟性に富んだ情報セキュリティプラットフォームを提供する。

## 日本法人
日本法人は2002年に設立。日本市場では、主として中堅・中小企業向け分散型エンタープライズ企業向け販売に注力している。チャネルを通じたアプライアンスの流通のみならず、パートナーとの協業にてセキュリティ管理サービスも提供。日本市場拡大に伴い、2009年に東京サポートセンターを設立、顧客・パートナーへの技術サポートを強化した。

## 主力製品
ネットワークセキュリティ製品
- Firebox M Series（M5600、M4600）- 大規模オフィス向け
- Firebox M Series（M670、M570、M470、M440、M370、M200）- 中規模オフィス向け
- Firebox T Series - 小規模オフィス向け
- Firebox V、Firebox Cloud、XTMv - 仮想アプライアンス

ソフトウェア製品
- WatchGuard Dimension、WatchGuard System Manager - 管理ソフトウェア

無線LAN製品
- WatchGuard Wi-Fi Cloud AP420/AP322/AP320/AP120 - クラウド管理型セキュア無線LANアクセスポイント

## キャッチコピー
Smart Security, Simply Done